# Liste der Fahnenträger der maledivischen Mannschaften bei Olympischen Spielen
Die Liste der Fahnenträger der maledivischen Mannschaften bei Olympischen Spielen listet chronologisch alle Fahnenträger maledivischer Mannschaften bei den Eröffnungsfeiern Olympischer Spiele auf.

## Liste der Fahnenträger
| Mannschaft             | Veranstaltung | Fahnenträger (EF)      | Fahnenträger (AF)   |
| ---------------------- | ------------- | ---------------------- | ------------------- |
| 1988 in Seoul          | Sommerspiele  | Hussein Haleem         |                     |
| 1992 in Barcelona      | Sommerspiele  |                        |                     |
| 1996 in Atlanta        | Sommerspiele  | Ahmed Shageef          |                     |
| 2000 in Sydney         | Sommerspiele  | Naseer Ismail          |                     |
| 2004 in Athen          | Sommerspiele  | Sultan Saeed           | Hassan Mubah        |
| 2008 in Peking         | Sommerspiele  | Aminath Rouya Hussain  | Ali Shareef         |
| 2012 in London         | Sommerspiele  | Mohamed Ajfan Rasheed  | Azneem Ahmed        |
| 2016 in Rio de Janeiro | Sommerspiele  | Aminath Shajan         | Afa Ismail          |
| 2020 in Tokio          | Sommerspiele  | Fathimath Abdul Razzaq | Volunteer           |
| 2020 in Tokio          | Sommerspiele  | Mubal Azzam Ibrahim    | Volunteer           |
| 2024 in Paris          | Sommerspiele  | Fathimath Dheema Ali   | Aishath Ulya Shaig  |
| 2024 in Paris          | Sommerspiele  | Ibadhulla Adam         | Mohamed Aan Hussain |

Anmerkung: (EF) = Eröffnungsfeier, (AF) = Abschlussfeier

## Statistik
| Rang    | Sportart       | EF | AF | ∑  |
| ------- | -------------- | -- | -- | -- |
| 1       | Leichtathletik | 5  | 3  | 8  |
| 2       | Schwimmen      | 3  | 3  | 6  |
| 3       | Badminton      | 2  | 0  | 2  |
| 4       | Tischtennis    | 1  | 0  | 1  |
| 4       | Volunteer      | 0  | 1  | 1  |
| Gesamt: | Gesamt:        | 11 | 7  | 18 |

| Rang                   | Sportart | EF | AF | ∑ |
| ---------------------- | -------- | -- | -- | - |
| bisher keine Teilnahme |          |    |    |   |
| Gesamt:                | Gesamt:  | 0  | 0  | 0 |

| Rang    | Sportart       | EF | AF | ∑  |
| ------- | -------------- | -- | -- | -- |
| 1       | Leichtathletik | 5  | 3  | 8  |
| 2       | Schwimmen      | 3  | 3  | 6  |
| 3       | Badminton      | 2  | 0  | 2  |
| 4       | Tischtennis    | 1  | 0  | 1  |
| 4       | Volunteer      | 0  | 1  | 1  |
| Gesamt: | Gesamt:        | 11 | 7  | 18 |